# スッド

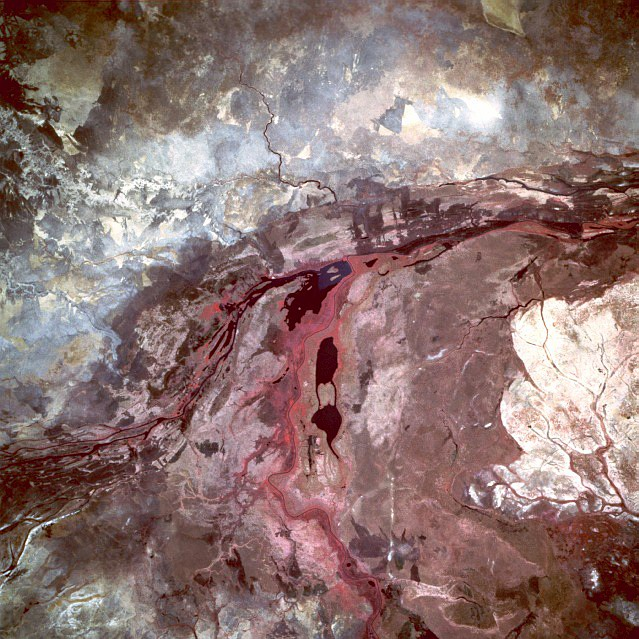
冠水草原 (flooded grasslands) が広がるスッドと周辺のサバナの衛星画像
1993年5月撮影のフォルスカラー画像。この画像は最も乾燥した時期のものである。夏季の雨によって7月から9月にかけて増水する。

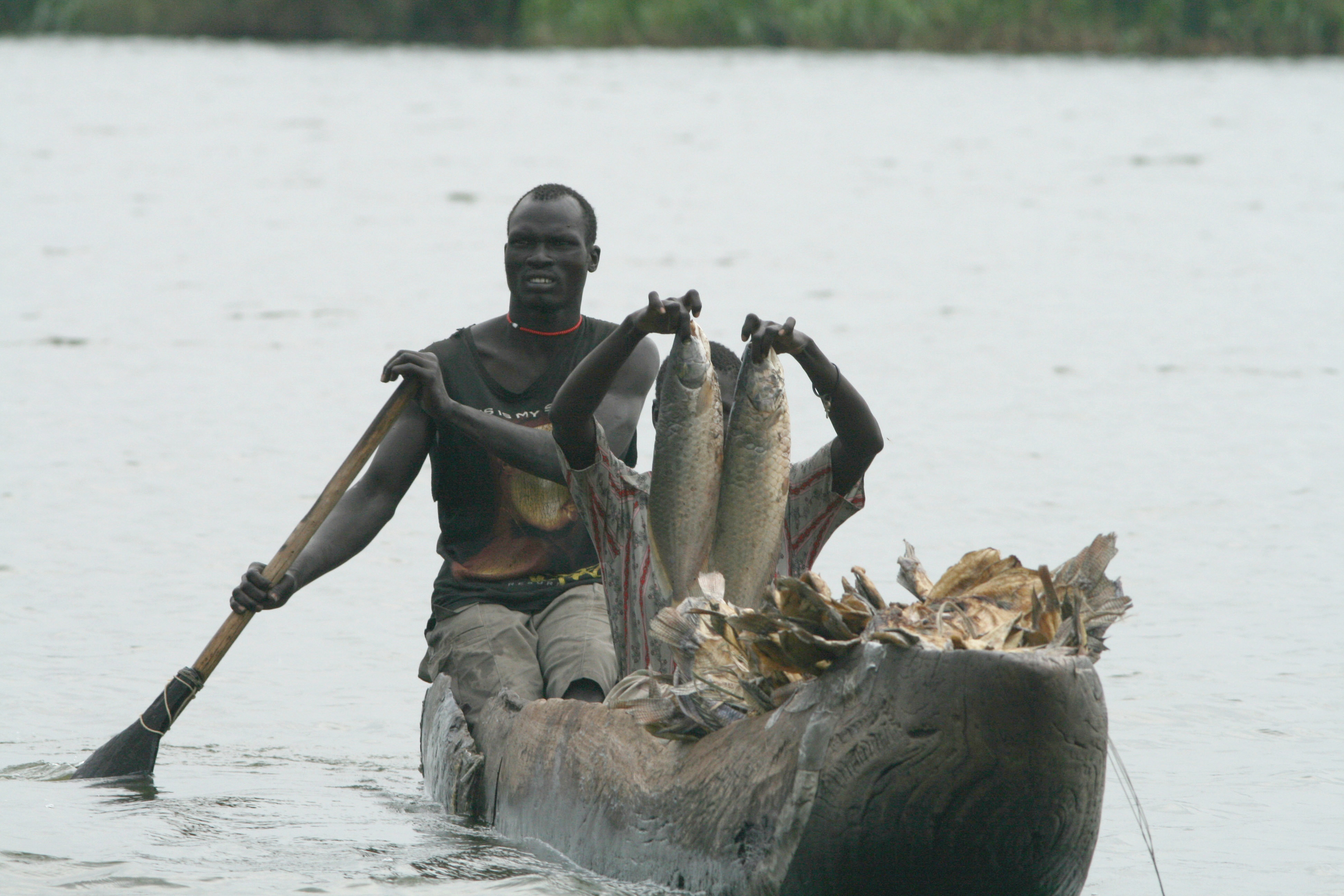
スッドにおける漁撈

スッド（英語: The Sudd, Al Sudd, As Sudd、 アラビア語: بحر الجبل （baḥr al-jabal）「山の海」）は南スーダンのマラカル市の南からモンガラ市の北にかけての白ナイル川流域に広がる世界最大級の湿地。
東西の幅は約300km、南北の長さは約400km。乾季の総面積約3万km2、雨季の総面積約13万km2。2006年にスッドに含まれる57,000km2の領域がラムサール条約に登録された。ニジェール内陸デルタ（総面積約7.8万km2）と並ぶアフリカ大陸最大級の湿地である。
Suddという名称はアラビア語 سد （sudd）「障壁、障害物」（< سد （sadda）「塞ぐ」）から。その名のとおり、この湿地は多数の浮島や込み入った天然水路によって船舶の航行を妨げており、白ナイル上流と下流との天然の壁となってきた。「スッド」は湿地だけでなく、そこで航路を妨害する浮島の呼び名にもなっている。

## 環境
スッドの総面積は乾季で約3万km2、雨季には約13万km2にも及ぶ。雨季になるとナイル川の増水と激しい降雨によって低地の大部分が冠水し、一年のおよそ半分の間、陸路の通行は遮断される。スッドは恒常的に冠水した本流沿いの地域と季節的に冠水する周辺のサバンナ地帯に大別され、さらにサバンナは樹木が少ない草原と高木や潅木が散在する草原に分かれている。
スッドの土壌は水のフィルターと水量を安定させるスポンジの役割を備えている。スッド全土には肥沃で粘度が高い黒綿土が分布しており、冠水した黒綿土は自動車や歩行者の移動を妨げ、乾燥して石のように硬くなった土は交通の障害になる。また、スッドはスーダン最大級の石油の埋蔵地帯であり、石油の採掘による環境汚染が懸念されている。
水文学的にスッドは洪水を緩和し、バハル・アル＝ジャバル川からの堆積物を留める重要な役割を持っている。蒸発によって、およそ55%の河水がスッドで失われる。水位は季節的な増水の程度によって変動し、最大で1.5mに達する。同じ緯度に位置する近隣の地域と比較すると、スッドの年間降水量は55-65cmと少ない。この気候の一因として、スッドの東端と西端に存在する地形性上昇がある。
スッドに入った白ナイルの流れは網目のように広がり、白ナイル川の支流であるバハル・エル＝ガザル川、バハル・アル＝アラブ川、ソバト川が北の境界線となっている。スッドで停滞した白ナイルの河水は、蒸発によって約半分に減少する。水面では上流から流れ着いた水草やパピルスなどが絡み合い、場合によっては直径数百メートルもの浮島となって漂っている水面を覆うホテイソウやパピルスの浮き草や浮島は船舶の航行の障害となり、南スーダンを北スーダン、エジプト、19世紀にアフリカ大陸への進出を図ったヨーロッパ諸国の影響から分断していた。ナイル川の探検時代には多くの探検隊がスッドで進路と退路を絶たれ、飢えと風土病によって落命した。
スッドは多種多様な生物相を抱え、湿地帯に棲む動物は季節によって変動する水位に合わせて移動する。乾季に入るとアンテロープ、ガゼル、ゾウなどの内陸部の草食動物が水と食料を求めてスッドに現れ、魚類は増水時に冠水した平原地帯に拡散して繁殖する。また、モモイロペリカン、カンムリヅル、シュバシコウ、ハシグロクロハラアジサシの重要な越冬地でもある。スッド周辺にはヌエル族、ディンカ族、シルック族などのナイロート系部族が居住し、スッドの環境に依存した農耕・牧畜・漁労・狩猟採取を行っている。

## ジョングレイ運河
20世紀初頭、スーダンの共同統治を行っていたイギリスとエジプトはスッドで蒸発する多量の河水を利用するため、運河の建設を討議した。1978年にジョングレイ州のボルとマラカル南部、白ナイルとソバト川の合流点を結ぶジョングレイ運河の建設が計画された。現地の住民の合意を得ることなく開発が進められたために南スーダンでは反対運動が起き、環境問題に注目が集まり始めた1980年代に入ってヨーロッパでも計画の是非が議論される。1983年の第二次スーダン内戦においてはジョングレイ運河はスーダン人民解放軍の攻撃目標となり、全体の約70%の掘削を終えた段階で工事は中断された。
現在、南スーダン政府によってジョングレイ運河建設計画の再開が検討されている。

## 湿地規模の比較
- パンタナル ：総面積 140,000 - 195,000km2。世界最大の湿地。
- スッド ：総面積 30,000 - 130,000km2。
- ニジェール内陸デルタ ：総面積 78,000km2。